# Ute Margarete Meyer
Ute Margarete Meyer (* 20. Oktober 1963 in Stuttgart) ist eine deutsche Architektin.

## Werdegang
Von 1984 bis 1991 studierte Ute Margarete Meyer an der Universität Stuttgart sowie an der Università di Roma Architektur und Städtebau. In den Jahren 1992 und 1993 schloss sie ein Postgraduiertenstipendiatin an der Columbia University in  New York City mit dem Master of Science in Advanced Architectural Design ab. Von 1991 bis 1996 war sie in verschiedenen Architekturbüros in Stuttgart, Berlin und New York tätig. 1996 gründete sie das unit raumprojekt in Berlin. Von 1996 bis 1998 gab Meyer Lehraufträge und war Gastdozentin für aktuelle Themen des Städtebaus in Stuttgart (Institut Grundlagen moderner Planung) und Barcelona (Masterkurs La Gran Escala). Im Jahr 2003 gründete sie mit Jochem Schneider bueroschneidermeyer Planung.Forschung.Kommunikation in Stuttgart. 2004 übernahm Ute Margarete Meyer eine Vertretungsprofessur an der Hochschule Konstanz. Seit 2007 ist Meyer Professorin an der Hochschule Biberach. Dort übernahm sie die Vorlesungen für Städtebau und Entwurf sowie die Leitung des Instituts für Planungsgrundlagen IPG.

## Bücher
- Johann Jessen, Ute Margarete Meyer, Jochem Schneider stadtmachen.eu – Urbanity and the Planning Culture in Europe, Krämer Verlag Stuttgart, 1. Auflage (Februar 2008) ISBN 3782815335